# Agnes Kiyomi Decker
Agnes Kiyomi Decker (* 1. Dezember 1986 in Bonn) ist eine deutsche Filmschauspielerin, Theaterschauspielerin und Synchronsprecherin mit deutsch-japanischer Abstammung.

## Leben
Decker wurde in Bonn geboren und ist zweisprachig aufgewachsen, ihre Mutter ist Japanerin. Nach dem Abitur absolvierte sie Regiehospitanzen bei Luk Perceval und Oliver Reese am Schauspielhaus Düsseldorf. Sie studierte von 2008 bis 2012 Schauspiel an der Bayerischen Theaterakademie August Everding und spielte während dieser Zeit am Akademietheater (München) und am Residenztheater (München).
Zusammen mit dem Ensemble der Produktion Woyzeck (Marie) des Metropoltheaters München wurde sie mit dem Fachjurypreis der Bayerischen Theatertage Bamberg 2011 für die beste künstlerische Gesamtleistung ausgezeichnet.
2012 bis 2015 folgte ein Festengagement am Zimmertheater Tübingen, dort war sie u. a. in Heute Abend: Lola Blau, ein Einfrauenmusical mit 18 Kreisler-Liedern zu sehen. Während dieser Zeit wirkte sie auch an freien performativen Projekten der Regisseurin Sapir Heller in Hannover und München mit.
2015 nahm sie an der Akademie für Darstellende Kunst Baden-Württemberg an einem Filmschauspielworkshop teil. 2016 produzierte sie ihren ersten eigenen Soloabend mit Regisseur Moritz Peters: Penthesilea. Ein Solo für eine Schauspielerin und fünf Kassettenrecorder. Seit der Spielzeit 2019/20 gehört sie zum festen Ensemble des Landestheaters Schwaben.
Regelmäßig steht Decker auch für Film und Fernsehen vor der Kamera, so in Episodenhauptrollen für Das Traumschiff in der Folge „Japan“ und Kommissarin Lucas. In der fünften Staffel der ZDF-Fernsehserie SOKO Potsdam übernahm sie die Rolle der Kriminalhauptkommissarin Pauline Hobrecht.

## Filmografie
- 2012: Die Rosenheim-Cops (Fernsehserie)
- 2012: Long Distance Call (Kurzfilm)
- 2012: Kilian. (Kurzfilm)
- 2012: Hannas Reise – Regie Julia von Heinz
- 2013: Dixiland (Kurzfilm)
- 2014: Sturköpfe
- 2015: Sturm der Liebe
- 2015: Replace – Regie Norbert Keil
- 2015: Mein Blind Date mit dem Leben
- 2016: Die Hölle
- 2017: Abi ’97 – gefühlt wie damals
- 2017: Kommissarin Lucas – Das Urteil
- 2017: Golden Record (Kurzfilm)
- 2017: Adrian ist nicht Achill – Regie Sophia Schiller
- 2018: Nö York, NR (Kurzfilm)
- 2019: Das Traumschiff: Japan – Regie Stefan Bartmann
- 2021: Zwischen uns
- 2021: Mich hat keiner gefragt – Regie Nico Sommer
- 2022: München Mord: Dolce Vita (Fernsehreihe)
- 2022: Das erste Mal (Fernsehreihe Frühling)
- 2022: Lena Lorenz (Fernsehreihe, vier Folgen) – Regie Irina Popow
- 2022: Einsatz in den Alpen – Der Armbrustkiller (Fernsehfilm) – Regie Ralph Polinski
- 2022: JGA: Jasmin. Gina. Anna. – Regie Alireza Golafshan
- seit 2022: SOKO Potsdam (Fernsehserie)
- 2022–2023: Bettys Diagnose (Fernsehserie)
- 2023: Die drei ??? – Erbe des Drachen
- 2023: Frühling (Fernsehserie, Folge Das Mädchen hinter der Tür)
- 2023: Tatort: MagicMom (Fernsehreihe)
- 2023: Der Schatten (Fernsehserie)
- 2023: 37 Sekunden (Fernsehserie)
- 2023: München Mord: Der gute Mann vom Herzogpark (Fernsehreihe)
- 2023: Friesland: Feuerteufel (Fernsehreihe)

## Theater (Auswahl)
- 2010: Menschenfeind, Akademietheater (München)
- 2010–2011: Woyzeck, Regie Jochen Schölch, Metropoltheater (München)
- 2011: Tier.man wird doch bitte unterschicht, Akademietheater (München)
- 2012: Wir schlafen nicht, Regie Gregor Tureček, Residenztheater (München)
- 2012: Der Streit, Akademietheater (München)
- 2012: Wo liegt der Hund? Reaktorhalle München
- 2012–2015: Zimmertheater Tübingen, diverse Rollen
- 2013: über_arbeit_et, Regie Sapir Heller/Leila Semaan, Niedersächsische Staatstheater Hannover
- 2015: Foxfinder, Zimmertheater Tübingen
- 2015: Bieleveld, Regie Sapir Heller, Galerie an der Pinakothek der Moderne München
- 2015: Delirium zu Zweit Zimmertheater Tübingen
- seit 2015: Heute Abend Lola Blau, Einfrauenmusical, Regie Axel Krauße, Zimmertheater Tübingen u. a.
- seit 2016: Penthesilea. Ein Solo für eine Schauspielerin und Kassettenrecorder, Rottstr5-Theater/Zimmertheater Tübingen
- 2017: von den beinen zu kurz, Kampnagel,
- seit 2017: Dreigroschenoper, Regie Sven Grunert, kleines theater – Kammerspiele Landshut
- 2018: Die Fledermaus, Adele, Regie Axel Krauße, Zimmertheater Tübingen
- 2019: Hotel Calypso, Regie David Moser, Akademietheater (München)
- 2019: Die lächerliche Finsternis, Regie Lukian Guttenbrunner, Münchner Volkstheater
- 2021: Die Füße im Feuer (UA), Regie Kathrin Mädler, Landestheater Schwaben

## Synchronsprecherin
- 2017: Forbidden City, Doku, arte/Studio7 Karlsruhe
- 2016: diverse, Dokumentarfilm, arte/Studio7 Karlsruhe
- 2015: diverse, Dokumentarfilm, arte/Studio7 Karlsruhe
- 2014: diverse, Dokumentarfilm, arte/Studio7 Karlsruhe

## Preise und Auszeichnungen
- 2019: Nominierung: Bester Schauspielnachwuchs, Filmfestival Max Ophüls Preis
- 2018: First Steps Award (Werbefilm): myBorder's JOYfence
- 2011: Ensemblepreis für Woyzeck, Bayerische Theatertage